# Hirschkopf (St. Wilhelm)
Der Hirschkopf bei St. Wilhelm ist ein 1264,7 m ü. NHN hoher Berg im Südschwarzwald in Baden-Württemberg. Er liegt auf dem Gebiet der Gemeinde Oberried (Landkreis Breisgau-Hochschwarzwald) rund 14 km südsüdöstlich von Freiburg im Breisgau und 4,5 km westlich des Feldbergs, des höchsten Berges im Schwarzwald.

## Lage und Charakteristik
Der Hirschkopf ist die höchste Erhebung eines viergipfeligen Hochgebietes zwischen dem Notschrei-Pass (1120,1 m ü. NHN) im Westen und dem Stübenwasen (1388,8 m ü. NHN). Etwas östlich des Hirschkopf-Gipfels bricht das Hochgebiet mit einer 80 Meter hohen Felswand in das Katzensteig-Kar und damit in das St. Wilhelmer Tal ab. Nach Südwesten hin geht der Berg mit geringem Gefälle in die Einsattelungen über, die zu den drei Nebengipfeln Neustützkopf (1257,8 m ü. NHN), Ahornkopf-Südgipfel (1242,7 m ü. NHN) sowie dessen Nordgipfel (1236,7 m ü. NHN) überleiten. Die hier entspringenden Bäche fließen nordwestwärts dem Buselbach zu, der später auf den St. Wilhelmer Talbach trifft. Nach Süden dachen Hirschkopf und Neustützkopf allmählich in das Tal des Holzschlagbachs ab, dessen Wasser über den Schönenbach das Tal der Wiese erreicht. Die Weideflächen des Talgrundes reichen bis in die oberen Hangpartien, Langmoos genannt, hinein. Deren Name Schweine kennzeichnet ehemalige Waldflächen, die zur Weidenutzung durch gelegentliche Entkusselungen offen gehalten sind. Der flachgewölbte Gipfelbereich selbst ist bewaldet.
Aufgebaut ist das Gebiet um den Hirschkopf im Wesentlichen aus Migmatiten. Sie haben hier ein streifiges, schlieriges Aussehen und sind aus Paragneisen durch Umschmelzung (Anatexis) hervorgegangen.. 
Die Waldbestände auf und um den Hirschkopf sind von der Fichte bestimmt. Nur am schroffen Ostabfall zum Katzensteig-Kar hin sind großflächig strukturreiche Buchen-Fichten-Tannen-Althölzer erhalten, besonders an den steilen Oberhängen.

## Naturschutz
Der zum St. Wilhelmer Tal abdachende Teil des Hirschkopfs liegt im Naturschutzgebiet Feldberg (Nr. 3.001). Der nach Nordwesten zum Buselbach entwässernde Teil gehört zum Landschaftsschutzgebiet Schauinsland (Nr. 3.15.032). Neben der Karwand am Katzensteig weist auch eine weniger ausgeprägte Karnische am Ahornkopf einen als Biotop geschützten Altbestand auf.

## Verkehr und Tourismus
Der Gipfel des Hirschkopfs wird von ausgewiesenen Wanderwegen nicht berührt. Südlich des Gipfels passiert der Westweg und verläuft teilweise im Bereich der aussichtsreicheren Weidfelder. Auch die vom Notschrei ausgehende Loipe Stübenwasenspur verläuft in diesem Bereich.